# Petrobia carthagensis
Petrobia carthagensis är en spindeldjursart som beskrevs av Auger och Flechtmann 2009. Petrobia carthagensis ingår i släktet Petrobia och familjen Tetranychidae. Inga underarter finns listade i Catalogue of Life.